# Milli Vanilli
Milli Vanilli var en tysk musikgrupp under slutet av 1980-talet bestående av medlemmarna Fabrice "Fab" Morvan och Robert "Rob" Pilatus.
Duon skapades av Frank Farian 1988, som också har skapat grupper som Boney M. Bland gruppens mest kända låtar märks "Girl You Know It's True", "Baby Don't Forget My Number", "All or Nothing", "Blame It On the Rain" och "Girl I'm Gonna Miss You". De blev också väldigt stora flickidoler och sexsymboler.
År 1990 vann gruppen en Grammy, men fick lämna tillbaka den efter att det avslöjats att det inte var de själva som sjöng - vare sig på skiva eller scen. Frontmännen Morvan och Pilatus försvann senare från bandet, men fortsatte att uppträda med gruppens låtar. Nästa skiva med "Milli Vanilli" släpptes under namnet The Real Milli Vanilli med de verkliga sångarna på omslaget. Fastän det var de riktiga sångarna som sjöng, ville fansen ha tillbaka Rob och Fab.
En kort tid därefter fick Rob och Fab kontrakt med Joss Entertainment där de gick under namnet "Rob & Fab"; de släppte hitsingeln "We Can Get It On".
Rob Pilatus dog år 1998 efter en överdos av alkohol och tabletter i ett hotellrum i Tyskland.
År 2003 släppte Morvan en soloskiva.
Gruppen har sålt mer än 30 miljoner album världen över.

## Diskografi
Album
- All or Nothing (1988)
- Girl You Know It's True (1989)
- All or Nothing (remix album) (1989)
- 2×2 (1989)
- The Remix Album (1990)
- Hits That Shook the World (1990)
- Back and in Attack (1998)
- Greatest Hits (2006)
- The Best Of (2013)